# Avi Hadash

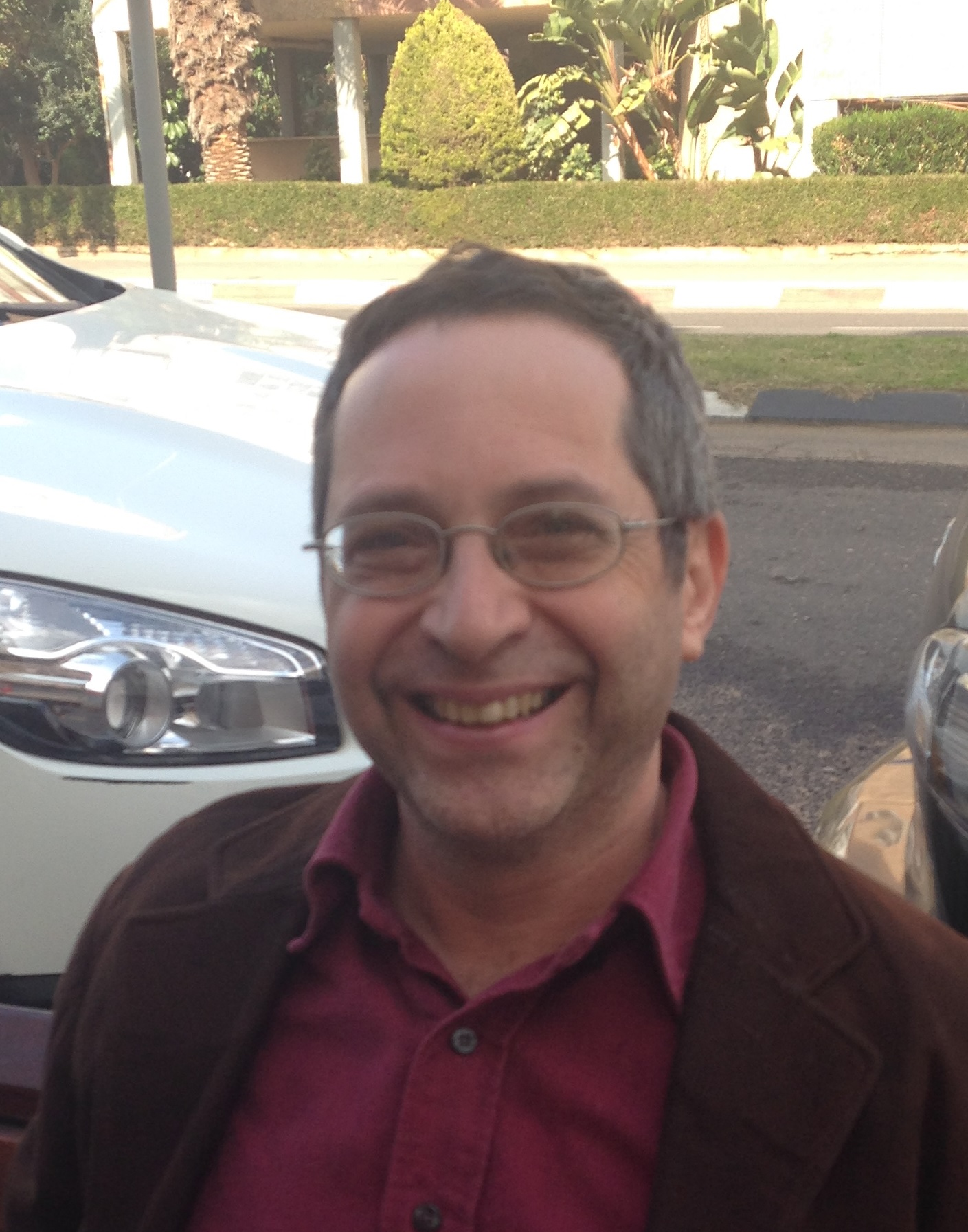
Avi Hadash, 2014

Avi Hadash (hebräisch אבי חדש; * 23. September 1959 in Petach Tikwa) ist ein israelischer Schauspieler und Synchronsprecher.

## Leben
Avi Hadash wuchs in Petach Tikwa auf. Nach seinem Schulabschluss studierte er zunächst an der Universität Tel Aviv.
Einem breiten Publikum bekannt wurde Hadash ab 1978 durch seine Mitwirkung als Victor in vier Filmen der achtteiligen Reihe Eis am Stiel. Zu einem Running Gag entwickelte sich, dass Victor oftmals in Fettnäpfchen trat und danach von seinem Mitschüler Johnny (Zachi Noy) eine Backpfeife kassierte. Am Ende des fünften Teils drehte Victor dann den Spieß um und verpasste Johnny regelmäßig eine Backpfeife.
Danach war Hadash nur noch sporadisch als Schauspieler auf der Leinwand zu sehen. Er wirkte auch in Musicals auf der Theaterbühne mit. Zudem ist Hadash seit den 1990er-Jahren als Synchronsprecher für Zeichentrickfilme und Animationsfilme tätig, so unter anderem bei Toy Story 2, Peter Pan oder Digimon.
Avi Hadash ist seit Dezember 1994 verheiratet und ist Vater eines Kindes. Er lebt in Tel Aviv.

## Filmografie
- 1978: Eis am Stiel
- 1981: Eis am Stiel 3 – Liebeleien
- 1983: Eis am Stiel 5 – Die große Liebe
- 1983: Rechov Sumsum (Fernsehserie)
- 1985: Eis am Stiel 6 – Ferienliebe
- 2000: Shemesh (Fernsehserie)
- 2005: Geh und lebe